# Metopius austriacus
Metopius austriacus là một loài tò vò trong họ Ichneumonidae.